# Municipio de Aguacatán
Municipio de Aguacatán är en kommun i Guatemala.   Den ligger i departementet Departamento de Huehuetenango, i den västra delen av landet, 120 km nordväst om huvudstaden Guatemala City.